# Teorie regionalizované proměnné
Teorie regionalizované (prostorové) proměnné (RVT) je geostatistická metoda pro interpolaci v prostoru.
Konceptem teorie je, že interpolace z bodů v prostoru by neměla být založená na hladkých spojitých objektech. Měla by však být založena na stochastickém (náhodném) modelu, který bere v úvahu různé trendy, nacházející se v původní množině bodů. Teorie se domnívá, že uvnitř každého souboru dat mohou být zjištěny tři typy vztahů mezi daty.
1. Strukturální část, nazývaná také trend
2. Korelující variace
3. Nekorelující variace (shluk)

Po zavedení tří výše uvedených vztahů aplikuje RVT tzv. Toblerův první zákon geografie („Všechno souvisí se vším, ale blízké věci spolu souvisejí více než věci vzdálené.“), aby předpověděla neznámé hodnoty bodů v prostoru. Hlavní aplikace této teorie je interpolační metoda nazývaná Kriging.